# Roberto Chiappa (attore)
Roberto Chiappa (Codigoro, 18 marzo 1938) è un attore e stuntman italiano, specializzato prevalentemente nei ruoli di bandito e di criminale.

## Biografia
Recitò in  circa una ventina di pellicole  come caratterista, nei film western e polizieschi, e in alcune commedie, in genere insieme a Benito Stefanelli e Domenico Cianfriglia. Come attore fu attivo dall'inizio degli anni sessanta fino al 1978, perlopiù in piccoli ruoli; è infatti noto prevalentemente come stuntman.
I film in cui ha ruoli maggiori sono L'uomo della strada fa giustizia di Umberto Lenzi, e Squadra antiscippo di Bruno Corbucci.

## Filmografia
- Sette a Tebe, regia di Luigi Vanzi (1964)
- I tre del Colorado, regia di Amando de Ossorio (1965)
- Una bara per lo sceriffo, regia di Mario Caiano (1965)
- I cinque della vendetta, regia di Aldo Florio (1966)
- Un uomo, un cavallo, una pistola, regia di Luigi Vanzi (1967)
- ...e vennero in quattro per uccidere Sartana!, regia di Demofilo Fidani (1969)
- Arrivano Django e Sartana... è la fine, regia di Demofilo Fidani (1970)
- Per una bara piena di dollari, regia di Demofilo Fidani (1971)
- I desideri erotici di Christine, regia di Jesus Franco (1971)
- African Story, regia di Marino Girolami (1971)
- Il prode Anselmo e il suo scudiero, regia di Bruno Corbucci (1972)
- Milano trema: la polizia vuole giustizia, regia di Sergio Martino (1973)
- Una matta, matta, matta corsa in Russia, regia di Franco Prosperi (1973)
- A forza di sberle, regia di Bruno Corbucci (1974)
- Il trafficone, regia di Bruno Corbucci (1974)
- L'uomo della strada fa giustizia, regia di Umberto Lenzi (1975)
- Labbra di lurido blu, regia di Giulio Petroni (1975)
- Occhio alla vedova, regia di Sergio Pastore (1975)
- Squadra antiscippo, regia di Bruno Corbucci (1976)
- Napoli si ribella, regia di Michele Massimo Tarantini (1977)
- Sono stato un agente C.I.A., regia di Romolo Guerrieri (1978)